# TV4 (Magyarország, 2018)
A TV4 egy magyar kereskedelmi kábeltelevíziós csatorna, amelyet 2005-ben alapított a Sanoma Budapest Kiadói Rt., az alaptőke 25%-ának biztosításával.

## Története

### 2005–2014: A Sanoma cégcsoport részeként (4! Story TV / Story TV4 / Story 4)
A csatornát (4! Story TV néven) először 2005 augusztusában jelentette be az akkori tulajdonosa, a Sanoma. A csatorna az Amos műholdján bukkant fel 2005. október 26-án. A csatorna nevét, illetve logóját 2005. szeptember 22-én védették le. Tesztadása 2005. november 5-én, hivatalos műsora december 15-én indult.

### 2014–2017: Átmeneti időszak
2014. április 24-én bejelentették, hogy a finn Sanoma eladta teljes magyarországi cégcsoportját, a vevő a Varga Zoltán által vezetett Central Fund Zrt volt. Ő fél évvel később eladta a tévés üzletágat (Story 4 és Story 5 csatornákat) a Project029 Kft.-nek.
2016. január 1. óta a jelenlegi Network 4 csatornák reklámidejét az Atmedia értékesíti.
Később az akkori többségi és a kisebbségi tulajdonosok között 2017-re eldurvult a háborúskodás, és pereskedés kezdődött közöttük.

### 2017–: A Network4 csoport (és a DMC) részeként
Végül a Borsány-Gyenes András nevével jelzett kisebbségi tulajdonos felvásárolta a tévécsatornákat.
A csatorna átnevezését 2017 októberében jelentette be a Network4 tulajdonosa, a Digital Media and Communications Zrt. A csatorna nevét és a logót 2018. február 20-án védették le a SZTNH-nál. A csatorna 2018. április 30-án vette fel jelenlegi nevét, a TV4-et, ezen a néven már 1992-től 1994-ig működött Magyarországon kazettás terjesztésű televíziós csatorna, a VICO által. De a Story 4 se szűnt meg, mivelhogy a 2011-ben Story 5 néven indult társcsatorna viszi tovább ezt a nevet.
2020. január 1-től a Digital Media & Communications (mely a 4-es csatornákat üzemeltette) Network 4 Csoportként működik tovább.
2021. január 5-től bekerült a Magyar Telekom IPTV-s kínálatában a csatorna HD változata (a Film4-gyel együtt).

## Vezetősége
Indulásakor a televízió igazgatóságának tagjai Frei Tamás, Borsány-Gyenes András és Pákozdi Sándor voltak. A Sanoma kiadót Ruszkai Nóra vezérigazgató-helyettes és Steff József gazdasági igazgató képviselték a testületben.
Jelenlegi vezetőségi tagjai Borsány-Gyenes András vezérigazgató, Katharina Bigos, Horváth Tamás, Nick Doff és Stéphane Sabella.

## Műsorkínálata
A TV4 a magyar és külföldi sztárokra, hírességekre, pletykákra fókuszáló műsorokat sugároz a nap 24 órájában. A csatornán sorozatok, tévéjátékok, családi filmek és különböző show-műsorok futnak, egy részük saját készítésű, a többi külföldről átvett.
A csatorna célcsoportját azok a 18-49 éves emberek alkotják, közülük is elsősorban a 18-49 év közötti nők, akiket érdekelnek a sztártémák. A csatorna tágabban meghatározott célcsoportja a 18-49 évesek korosztálya, a szűkített, a 18-39 év közöttieké. A TV4 adása kábeles és műholdas rendszereken egyaránt fogható. Sávos műsorszerkesztés jellemzi a csatornát. A csatorna 2009 óta a második legnagyobb nemzetközi labdarúgó kupasorozat, az Európa-liga hivatalos közvetítője. A csatorna 2011. január 4-én elindította új csatornáját, a Story 5-öt, amely telenovellákat, romantikus filmeket és nőknek szóló sorozatokat sugároz. Ez a csatorna vette át a Story 4 nevet.
A Story 4 2011. szeptember 19-én 10 év után indította újra a Szerencsekerék című műsort, 2012. március 26-án pedig elindult Vágó István új, teljesen saját gyártású műveltségi vetélkedője, az ÁtVágó.
A TV4 jelenlegi kínálata krimisorozatokra épül,  ilyen a Murdoch nyomozó rejtélyei, a Grantchester bűnei, az FBI vagy a Miss Marple. Több sikeres amerikai sorozat is színesíti a csatorna műsorát, mint a Született feleségek vagy A Grace klinika.

## Műsorok

### Jelenlegi műsorok
| Műsor címe     | Eredeti cím     | Korhatár                                   |
| -------------- | --------------- | ------------------------------------------ |
| Dalfutár       |                 | Tizenkét éven aluliak számára nem ajánlott |
| Premier League | Sportmérkőzések | Korhatár nélkül megtekinthető              |
| Bundesliga     | Sportmérkőzések | Korhatár nélkül megtekinthető              |
| Serie A        | Sportmérkőzések | Korhatár nélkül megtekinthető              |

### Egyéb korábbi műsor
| Műsor címe                      | Téma                                         | Korhatár                                   |
| ------------------------------- | -------------------------------------------- | ------------------------------------------ |
| 7/24 (korábban Hír24)           | A nap legfontosabb híreinek elemzése         | Korhatár nélkül megtekinthető              |
| Esti sztori                     | Sztorimagazin                                | Tizenkét éven aluliak számára nem ajánlott |
| EZO.TV/Jósok, Látók, Médiumok   | Ezoterikus magazin                           | Tizenkét éven aluliak számára nem ajánlott |
| Felújít-lak                     | Reality                                      | Tizenkét éven aluliak számára nem ajánlott |
| Galileo                         | Galileo                                      | Tizenkét éven aluliak számára nem ajánlott |
| Hercegi lakosztály              | Dokumentumfilm-sorozat                       | Tizenkét éven aluliak számára nem ajánlott |
| Hoteltitkok                     | Reality-sorozat                              | Tizenkét éven aluliak számára nem ajánlott |
| Napi sztori                     | Sztorimagazin                                | Tizenkét éven aluliak számára nem ajánlott |
| Televíziós vásárlási műsorablak | Különféle termékek bemutatása és reklámozása | Korhatár nélkül megtekinthető              |
| Utolsó nap                      | Oknyomozó dokumentumfilm-sorozat             | Tizenkét éven aluliak számára nem ajánlott |

## Arculata
A csatorna első arculatát a brit Bunch Design készítette, melyet 2008. szeptember 29-ig használt. Ekkor a nevét Story TV4-re változtatták, arculatát pedig a szintén brit Kemistry készítette el. 2010. december 6-án elhagyták a TV szót a névből. Harmadik arculatváltása 2011 szeptemberében volt. 2013-ban újabb arculatváltás történt. 2014. január 6-án 16:9-es képarányra váltott. 2015 márciusában még két arculatváltás volt: először 2-án, majd 11-én.
2020. január 1.-től bővítések voltak Story 4 (és társcsatornái) arculatában. A hosszú identek bal alsó sarkában megjelent a "a Network/4 csoport tagja" szöveg, és az adott csatorna bemondósa az alábbi szöveget mondta be: "Ez a (csatornanév) 4, a Network 4 csoport tagja", az ajánlók végén ugyanez a szöveg jelent meg, mint a hosszú identeknél, és ajánlókban az adott bemondó ezt mondta be: "Kövess minket a Facebookon és az Instagramon is, a network4tv oldalon."

### A csatorna nevei az indulás óta
A csatorna 2005. december 15-én 4! Story TV néven indult, ezt a nevet 2008. szeptember 29-ig használta (ez időben gyakran csak Story TV-nek vagy 4-es csatornának is hívták). 2008. szeptember 29-én logót és arculatot is váltott, innentől Story TV4 volt a neve, ami 2010. december 6-án Story 4-re egyszerűsödött (a logója is csak annyit változott, hogy elhagyták belőle a TV szócskát). A csatorna 2018. április 30-ától TV4 néven működik tovább, míg a Story 5 viszi tovább a Story 4 nevet.

### Csatorna hangok
A csatorna hangja jelenleg László Zsolt, korábban Nagy Ervin (2015-2018), Szabó Sipos Barnabás (2007-2015), Kiss Virág (2005-2015) és Peller Anna töltötte be ezt a szerepet a csatornán.

## Vételi lehetőségek

### Közvetlen műholdas vétel
- Műhold: Thor 6, nyugati 1 fok
- Frekvencia: 11,919 MHz
- Polarizáció: V (függőleges)
- Szimbólumsebesség: 28000
- FEC érték: 7/8
- Moduláció: QPSK, DVB-S
- Képtömörítés: MPEG-2
- Hang: MPEG
- Kódolás: Conax / CryptoWorks / Irdeto 2 / Nagravision 3